# El almuerzo (película)
El almuerzo es una película argentina dramática dirigida por Javier Torre y estrenada el 25 de octubre de 2015. 

## Sinopsis del film
El 5 de mayo de 1976 se produjo el secuestro del escritor Haroldo Conti por parte de la dictadura militar, que ese mismo año había tomado el gobierno en Argentina. Dos semanas después el reciente presidente de facto Jorge Rafael Videla, invita a un particular almuerzo en la Casa de Gobierno a determinadas personalidades de la cultura nacional: Jorge Luis Borges, Ernesto Sabato, Horacio Ratti, el padre Castellani; y el secretario general de la Presidencia, general Villarreal. El film narra el evento histórico compartido por estos personajes en uno de los momentos más nefastos de nuestra historia.

## Elenco
- Pompeyo Audivert como… Leonardo Castellani
- Alejandro Awada como… teniente general Jorge Rafael Videla
- Arturo Bonín como… general de división José Rogelio Villarreal
- Roberto Carnaghi como… Horacio Ratti
- Jean Pierre Noher como… Jorge Luis Borges
- Lorenzo Quinteros como… Ernesto Sabato
- Mausi Martínez como…
- Jorge Gerschman como…
- Susana Lanteri como… Fanny
- Emilio Bardi como…
- Sergio Surraco como…
- Martín Pavlovsky como…

- Datos: Q53845040